# 狭川尚紀
狭川 尚紀（さがわ なおき、3月22日 - ）は、日本のナレーター、男性声優。ラムズ、スペルバウンド所属を経て、現在はフリー。血液型はA型。

## 出演作品
太字は、主役・メインキャラクター

### TV
- フジテレビ - バイキング[2]
- フジテレビ - まばたき禁止！！見逃せない瞬間MAX
- フジテレビ - ザワつく！？ウィークエンドTVニュースな晩餐会
- フジテレビ - 世界HOTジャーナル
- フジテレビ - 世界フィギュア選手権2015
- フジテレビ - 四大陸フィギュア選手権2015
- フジテレビ - ザックジャパンの真実
- フジテレビ - 日曜ファミリア　最強FBI緊急捜査

- TBS - 弟24回 全日本高校女子サッカー選手権
- TBS - 夢の扉＋

- NHK - 国際放送80周年記念番組　スポーツジャパン 古武道特集
- NHK - 伝説×最強=〇〇への架け橋だ！

- 日テレ - ナカイの窓
- 日テレ - 沸騰ワード10
- 日テレ - 有吉反省会
- 日テレ - 有吉ゼミ
- 日テレ - 24時間テレビ 「愛は地球を救う」
- 日テレ - 行商の巨人〜ニッポンを売り歩け！〜

- テレビ朝日 - びっくりぃむ
- テレビ朝日 - これぞ！ニッポン流！
- テレビ朝日 - 外国人料理人No.1決定戦

- テレビ東京 - ソレダメ!〜あなたの常識は非常識!?〜
- テレビ東京 - トラの門スポーツ
- テレビ東京 - 柔道グランドスラム2014
- テレビ東京 - 未来世紀ジパング
- テレビ東京 - 絶景ハウマッチ
- テレビ東京 - サムライバスターズ

- BS朝日 - CNNサタデーナイト
- BS朝日 - CNN FOCUS
- BS朝日 - 町山智浩のアメリカの今を知るTV
- BS朝日 - The Photographers
- BS朝日 - ヨーロッパいちばん旅行記
- BS朝日 - 空は歴史を見ていた

- BSジャパン - 世界卓球
- BSジャパン - 侍ジャパンU12ワールドカップin台湾
- BSジャパン - 聞き込み！ローカル線途中下車の旅

- BSフジ - 春の高校バレー総集編
- BSフジ - FIVB 女子バレーボール　ワールドグランプリ2014
- BSフジ - F3世界一決定戦2015マカオGP

- BS-TBS - 中井貴一ヨーロッパ大紀行 DA VINCI～天才ダ・ビィンチからの挑戦状

- BSプレミアム - ジャンプ女子ワールドカップ
- BSプレミアム - 世界で一番美しい瞬間(とき)
- BSプレミアム - 偉人たちの健康診断

- WOWOW - フランスラグビーTOP14
- CS SFIDA～たゆまぬ挑戦～

### CM
- にゃんこ大戦争 - CMナレーション
- ブラックレーベル コロンビアスポーツウェア - CMナレーション
- ヒーローズチャージ - CMナレーション
- 近キョリ恋愛〜SeasonZeroDVD＆Blu-rayBOX - CMナレーション
- BOSE SoundLink Color Bluetooth speaker - CMナレーション
- 餓狼伝説プレミアム - PVナレーション
- バキ外伝　拳刃 - CMナレーション
- ドラゴンボールタップバトル - PVナレーション
- 戦国BASARA３×講談社BOX - CMナレーション
- シュヴァリエ -月の姫と竜の騎士- - CMナレーション
- Nintendo Switch『不思議のダンジョン　風来のシレン６　とぐろ島探検録』- システム紹介トレーラーナレーション

### DVDナレーション
- NMB48 げいにん! THE MOVIE リターンズ 卒業! お笑い青春ガールズ! ! 新たなる旅立ち
- 絶対に怖い写真
- 本当の犯行現場を撮ってしまった
- 絶対に怖い動画

### ラジオ
- HiBiKi Radio Station
  - fujyoshi.jp café

### 吹き替え
- キリング・フィールズ 失踪地帯 (マイク)
- トゥルース闇の告発 (フレッド)
- タイムパニック(レポーター男A、ジョンソン)
- スーパー! (クイール)
- RULE 無法地帯 (コリン）
- 名探偵ポワロシリーズ (ケイン/クロンショー/チャールズ)
- ゴーストシップ2013 (ニコライ)
- U.M.Aハンター (ジョナス)
- 噂のギャンブラー (フランキー)
- クロッシングデイ (ジェイ、マリウス)
- エリア52 (ロミオ)
- ヨンガシ変種増殖   (ジェヒョク)
- 折れた矢 (パク・ジュン)
- ザ・タワー　（ヨンチョル）
- ヘルベンダーズ地獄のエクソシスト　（ラリー）
- 今宵 天使が舞い降りる　（チンペイ　アーハオ）
- サファリ　（ザック）
- シンドバッド 〜新たなる航海〜　（シンドバッド）
- 結婚前夜〜マリッジブルー〜　（デボク）
- 愛のタリオ（ハッキュ）

### テレビアニメ
2010年
- だめんず・うぉ〜か〜 THE アニメ（マネーの虎）
- うんこさん純情派（プロデューサー、男、ドロボー）
- ソッキーズ フロンティアクエスト（スッタロン、シウバ、ボス）

2011年
- 戦国☆パラダイス -極-（本多忠勝）

2013年
- 天保水滸伝NEO（笹川繁蔵）

2014年
- 猫のダヤン（バク）

2015年
- 猫のダヤン 日本へ行く（バク）

### ゲーム
- 魁!!男塾〜連合大闘争編〜（時期不明、剣桃太郎）[要出典]
- fortissimoFA//Akkord：nachstenPhase（2013年、霧崎剣悟、真田卿介）
- カデンツァ フェルマータ アコルト：フォルテシモ（2014年、真田卿介、霧崎剣悟[3]）
- アイドル魔法少女ちるちるみちる（2014年）
- 白猫プロジェクト（2015年、エーギル[4]、レオナルド・リッツォ[5]、RZ-XV[6]、白鉄兵士[7]）
- THE KING OF FIGHTERS XIV（2016年、ハイン[8]）
- ファイティングEXレイヤー（2018年、ガルダ）

### CD
- FourButterflies ラジオfujyoshi.jp café EDテーマ
- CSP Spring Selection/One way!!

### ドラマCD
- 戦国☆パラダイス -極-第一巻ダシが決め手のドラマＣＤ　（本多忠勝）
- 戦国☆パラダイス -極-第二巻はんにゃもんにゃのドラマＣＤ（本多忠勝）
- シュヴァリエ -月の姫と竜の騎士-（兵士）
- 10年初恋 〜生野諒太〜（アナウンス、警察官、店員）
- 10年初恋〜仁井田航平〜（中山）
- 10年初恋〜柴雅人〜（警察官）
- 10年初恋〜砂原陽也〜（駅アナウンス）
- 10年初恋〜春にして想うこと〜（男子生徒）

### その他
- Milky Holmes Live Tour 2013 〜おいでスペクタクル！〜（喋る木 他）
- パチスロ餓狼伝説プレミアム  (ビリー・カーン)
- パチスロ龍虎の拳  (ギース・ハワード)
- パチスロドラゴンギャル〜修羅の野望〜(修羅)
- 超かわいい映像連発!どうぶつピース!!（声の主演）
- 専修大学 国際コミュニケーション学部 日本語学科　講師（非常勤）